# Френель, Огюстен Жан
Огюсте́н Жан Френе́ль (фр. Augustin-Jean Fresnel; 10 мая 1788 — 14 июля 1827) — французский физик, один из создателей волновой теории света. Проводя собственные эксперименты, он переоткрыл наблюдения Томаса Юнга об интерференции, сделанные несколькими годами ранее, и дал им физическое и математическое обоснование, завоевавшее признание физиков его времени.

## Биография
Огюстен Жан Френель родился в Брогли (департамент Эр) в старой Нормандии 10 мая 1788 года. Френель получил строгое католическое воспитание. Его отец Жак Френель (1755—1805) был архитектором, его мать Огюстин, урождённая Мериме, была двоюродной сестрой писателя Проспера Мериме, но сам Френель не имел никаких гуманитарных наклонностей. После начала Великой французской буржуазной революции семья перебралась жить в имение Матье около города Кана. С дестких лет отличался слабым здоровьем. Сначала он вообще не проявлял интереса к учению. Более-менее сносно читать научился только к восьми годам. Однако, Френель получил хорошее математическое образование сначала в школе, а затем — в 1806 году окончил Политехническую школу, куда поступил в 1804 году. В 1806 году принят в Школу мостов и дорог в Париже, которую закончил в 1809 году. После этого был направлен на работы по прокладке и ремонту дорог, сначала в Вандею, а затем и в другие регионы Франции. В период «Ста дней» (временное возвращение Наполеона из ссылки с острова Эльба) работал инженером на стороне роялистов, после чего лишился работы как участник военных действий. В это время он находился в Нионе, где был подвергнут полицейскому надзору. По причине слабого здоровья ему было разрешено переехать к матери в имение Матье. Там он приступил к работе над проблемами оптики, в частности дифракции. В декабре 1815 года, после поражения бонапартистов, получил назначение в Ренн на место инженера путей сообщения. Благодаря помощи Франсуа Араго, с которым вёл переписку, получил отпуск и временно перешёл в Политехническую школу для проведения опытов. После второго возвращения в Ренн в декабре 1816 года, по протекции Араго и Пьера-Симона Лапласа, осенью 1817 года продолжил научную деятельность в Политехнической школе. 10 апреля 1818 года Френель писал брату: «Г-н Бекей (новый директор Управления мостов и дорог) сказал г-ну Лапласу, который был так добр и говорил с ним обо мне, что он разрешит мне оставаться в Париже столько времени, сколько потребуется для окончания моих исследований, и что он поищет даже возможности сделать Париж местом моего постоянного пребывания». Благодаря этому он получил место в управлении Уркским каналом в Парижском округе и стабильный доход. В связи с материальными проблемами ему пришлось совмещать научную деятельность с работой инженером по ведомству строительства мостов и дорог. С 1819 года ему были поручены работы по усовершенствованию маяков. В ходе этих работ им были разработаны составные линзы — линзы Френеля.
Почти всю свою жизнь он провёл в трудных материальных и бытовых условиях, работал в одиночестве. Лишь изредка ему помогал брат. Не имея лаборатории и достаточных средств на покупку оборудования, он ухитрялся мастерить приборы из простейших доступных приспособлений и делал с их помощью высокоточные измерения. «Один этот опыт стоил мне 80 франков, потраченных на приборы, — пишет он брату 28 ноября 1817 г., — ты видишь таким образом, что в физике надо покупать честь делать открытия». 
Огюстен Жан Френель скончался 14 июля 1827 года в Виль-д’Аврэ (департамент О-де-Сен) в возрасте 39 лет от туберкулёза.

## Научная деятельность
Основные работы Френеля посвящены физической оптике. Физику изучал самостоятельно после ознакомления с работами Э. Малюса. Также самостоятельно начал проводить эксперименты по оптике. Френель начал свои оптические исследования в 1814 году, не имея представления о ранее проделанных работах Томаса Юнга. В 1815 году переоткрыл принцип интерференции, проделав по сравнению с Томасом Юнгом несколько новых опытов (в частности опыт с «бизеркалами Френеля»). В 1816 году дополнил принцип Гюйгенса, введя представление о когерентной интерференции элементарных волн, излучаемых вторичными источниками (принцип Гюйгенса — Френеля).
Вплоть до 1818 года все его исследования опираются на представления о продольных световых колебаниях. В 1817 г. Френель узнаёт об идее Юнга, связанной с необходимостью рассмотрения поперечных колебаний.  начиная с 1818—1819 годов, исследования Френеля опираются уже исключительно на представления о поперечных волнах.
Исходя из принципа Гюйгенса-Френеля, в 1818 году Френель разработал теорию дифракции света, на основе которой предложил метод расчёта дифракционной картины, основанный на разбиении фронта волны на зоны (так называемые зоны Френеля). С помощью этого метода рассмотрел задачу о дифракции света на краю полуэкрана и круглого отверстия. В 1821 году независимо от Юнга доказал поперечность световых волн. В 1823 году установил законы изменения поляризации света при его отражении и преломлении (формулы Френеля). Изобрёл несколько новых интерференционных приборов (зеркала Френеля, бипризма Френеля, линза Френеля).
В 1823 году Френель был избран членом Парижской академии наук, в 1825 году — иностранным членом Лондонского королевского общества. Его имя внесено в список величайших учёных Франции, помещённый на первом этаже Эйфелевой башни.

## Мемуары
К 1819 году закончен первый, удостоенный премии Академии Наук, мемуар Френеля по дифракции и интерференции, где, в частности, Френель строго доказывает, что последовательное применение волновой картины ведет к прямолинейности световых лучей. Рассматривая по Гюйгенсу все точки сферического светового фронта как источники новых сферических волн, он показывает, что вторичные волны гасятся во всех направлениях, кроме того единственного, который отвечает направлению светового луча. Таким образом, пало главное возражение против волновой оптики. В этом же мемуаре Френель разрабатывает математический аппарат для описания интерференции и дифракции.
В 1822 году Френелем представлен в Академию мемуар о двойном преломлении световых лучей в кристаллах. В 1821—1825 годах разработан, а в 1826 году опубликован второй мемуар о двойном лучепреломлении, являющийся, по существу, изложением новой науки — кристаллооптики. Это и послужило убедительным доказательством адекватности волновых представлений и картины поперечных волн.